# Alfoz de Burgos
Die Comarca Alfoz de Burgos ist eine der zehn Comarcas in der Provinz Burgos der autonomen Gemeinschaft Kastilien und León.
Sie umfasst 55 Gemeinden auf einer Fläche von 1.855,64 km² mit dem Hauptort Burgos.

## Gemeinden
| Gemeinde                 | Einwohner (2024) | Fläche km² | Dichte Einw./km² | Cod INE | Postleitzahl        |
| ------------------------ | ---------------- | ---------- | ---------------- | ------- | ------------------- |
| Albillos                 | 214              | 12,36      | 17               | 09009   | 09239               |
| Alfoz de Quintanadueñas  | 2.133            | 41,51      | 51               | 09907   | 09197               |
| Arcos de la Llana        | 1.835            | 31,44      | 58               | 09023   | 09195               |
| Arlanzón                 | 424              | 77,74      | 5                | 09026   | 09199               |
| Atapuerca                | 180              | 24,75      | 7                | 09029   | 09199               |
| Los Ausines              | 165              | 41,68      | 4                | 09030   | 09194               |
| Barrios de Colina        | 55               | 23,49      | 2                | 09044   | 09199               |
| Buniel                   | 612              | 13,28      | 46               | 09058   | 09230               |
| Burgos                   | 175.895          | 107,06     | 1.643            | 09059   | 09001–09007         |
| Carcedo de Burgos        | 484              | 25,68      | 19               | 09072   | 09193               |
| Cardeñadijo              | 1.430            | 9,21       | 155              | 09073   | 09194               |
| Cardeñajimeno            | 1.169            | 12,19      | 96               | 09074   | 09193               |
| Cardeñuela Riopico       | 111              | 11,31      | 10               | 09075   | 09192               |
| Castrillo del Val        | 823              | 22,54      | 37               | 09086   | 09193               |
| Cavia                    | 248              | 12,98      | 19               | 09063   | 09239               |
| Cayuela                  | 189              | 13,47      | 14               | 09093   | 09239               |
| Celada del Camino        | 90               | 12,57      | 7                | 09095   | 09226               |
| Cogollos                 | 677              | 31,25      | 22               | 09108   | 09320               |
| Cubillo del Campo        | 101              | 14,06      | 7                | 09114   | 09352               |
| Estépar                  | 634              | 102,70     | 6                | 09125   | 09230               |
| Frandovínez              | 96               | 8,58       | 11               | 09128   | 09230               |
| Fresno de Rodilla        | 49               | 12,15      | 4                | 09133   | 09290               |
| Hontoria de la Cantera   | 174              | 19,39      | 9                | 09162   | 09351               |
| Hornillos del Camino     | 46               | 14,08      | 3                | 09167   | 09230               |
| Huérmeces                | 153              | 48,70      | 3                | 09172   | 09150               |
| Hurones                  | 53               | 8,29       | 6                | 09176   | 09191               |
| Ibeas de Juarros         | 1.445            | 130,27     | 11               | 09177   | 09198               |
| Merindad de Río Ubierna  | 1.411            | 275,23     | 5                | 09906   | 09140               |
| Modúbar de la Emparedada | 769              | 11,75      | 65               | 09221   | 09620               |
| Orbaneja Riopico         | 350              | 9,34       | 37               | 09241   | 09192               |
| Palazuelos de la Sierra  | 93               | 15,74      | 6                | 09248   | 09649               |
| Pedrosa de Río Úrbel     | 243              | 49,06      | 5                | 09259   | 09131               |
| Quintanaortuño           | 284              | 5,57       | 51               | 09287   | 09140               |
| Quintanapalla            | 120              | 15,87      | 8                | 09288   | 09290               |
| Las Quintanillas         | 388              | 24,78      | 16               | 09297   | 09131               |
| Quintanilla Vivar        | 885              | 13,38      | 66               | 09301   | 09140               |
| Rabé de las Calzadas     | 250              | 10,11      | 25               | 09304   | 09130               |
| Revilla del Campo        | 94               | 39,04      | 2                | 09314   | 09194               |
| Revillarruz              | 634              | 16,98      | 37               | 09315   | 09620               |
| Rubena                   | 217              | 9,77       | 22               | 09326   | 09199               |
| Saldaña de Burgos        | 201              | 8,15       | 25               | 09332   | 09620               |
| San Adrián de Juarros    | 86               | 19,89      | 4                | 09335   | 09198               |
| San Mamés de Burgos      | 310              | 5,01       | 62               | 09338   | 09230               |
| Sarracín                 | 261              | 9,61       | 27               | 09362   | 09620               |
| Sotragero                | 301              | 5,49       | 55               | 09372   | 09197               |
| Tardajos                 | 864              | 12,82      | 67               | 09377   | 09130               |
| Tinieblas de la Sierra   | 23               | 29,38      | 1                | 09381   | 09649               |
| Valle de las Navas       | 543              | 111,83     | 5                | 09904   | 09591               |
| Valle de Santibáñez      | 479              | 105,86     | 5                | 09902   | 09150, 09131, 09159 |
| Villagonzalo Pedernales  | 1.882            | 13,82      | 136              | 09434   | 09195               |
| Villalbilla de Burgos    | 1.514            | 14,44      | 105              | 09439   | 09197               |
| Villamiel de la Sierra   | 43               | 17,91      | 2                | 09447   | 09649               |
| Villariezo               | 719              | 10,24      | 70               | 09458   | 09195               |
| Villasur de Herreros     | 273              | 87,80      | 3                | 09463   | 09199               |
| Villayerno Morquillas    | 205              | 10,49      | 20               | 09471   | 09191               |
| Comarca Alfoz de Burgos  | 202.927          | 1.855,64   | 109              | –       | –                   |

Auf dem Gebiet der Comarca befinden sich noch die folgenden acht gemeindefreien Gebiete (Comunidades) auf einer Gesamtfläche von 13,55 km²:
| Comunidad                                                            | Fläche   |
| -------------------------------------------------------------------- | -------- |
| Comunidad de Los Ausines y Revilla del Campo:                        | 0,35 km² |
| Comunidad de Cubillo del Campo y Hontoria de la Cantera:             | 9,45 km² |
| Comunidad de Merindad de Río Ubierna, Quintanilla Vivar y Sotragero: | 0,44 km² |
| Comunidad de Quintanaortuño y Merindad de Río Ubierna:               | 0,71 km² |
| Comunidad de Rabé de las Calzadas y Tardajos:                        | 0,61 km² |
| Comunidad de Revilla del Campo y Torrelara:                          | 0,61 km² |
| Comunidad de Tardajos y Las Quintanillas:                            | 0,73 km² |
| Comunidad de Villoruebo y Torrelara:                                 | 0,65 km² |